# Olivier Penard
Œuvres principales
- Polyptyque dit « du diamant » (quatuor à cordes n°1) (2011)
- The lodger pour orchestre (2014)
- Les eaux filigranes pour quatuor à cordes et orchestre d'harmonie (2017)
- Concerto pour violoncelle pour violoncelle et orchestre (2018)
- Sonate pour piano n°2 (2019)

Olivier Penard, né le 1er novembre 1974 à Paris, est un compositeur et professeur de musique classique français. 

## Biographie
Olivier Penard naît à Paris le 1er novembre 1974. Il suit un cursus dans le domaine du cinéma au lycée Hector-Berlioz de Vincennes où il obtient un bac A3 option cinéma, et un autre en musique au Conservatoire de Montreuil. 
Il étudie ensuite avec Philippe Capdenat et Guy Reibel et se perfectionne ainsi en analyse, orchestration, harmonie et composition. Puis il suit une formation de musicologie à la Sorbonne en 1997 où il obtient un master de création musicale.
Le répertoire de ses œuvres musicales couvre les domaines de la musique soliste, de l'orchestre, de la musique de chambre, de la musique chorale, de la musique de film et de la musique pour la danse.
Il est artiste en résidence à l'Abbaye de La Prée, de 2009 à 2011.
Ses compositions sont interprétées par l’Orchestre national d'Île-de-France (Samuel Jean), l'orchestre régional Avignon-Provence, l’orchestre Symphonique Région Centre-Val de Loire, l'orchestre régional de Cannes-Provence-Alpes-Côte d'Azur, l'Opéra Orchestre national Montpellier, l'orchestre national de Lille, l'orchestre national de Lyon, l'orchestre de la Radio flamande, l’orchestre Divertimento (Zahia Ziouani), l'orchestre Coups de Vents, l'Orchestre de la Garde républicaine,  le quatuor Debussy, le jeune chœur de Paris (Laurence Equilbey) l’ensemble Contraste, Jonas Vitaud, Orlando Bass, Dana Ciocarlie, Patrick Langot, Geneviève Laurenceau, Alice Ader, Sonia Wieder-Atherton,…
Il enseigne depuis 2012 la culture musicale au conservatoire Gabriel Fauré du 5e arrondissement de Paris.
Il est membre de jury de concours régionaux et internationaux de musique.

## Œuvre
Le style du compositeur emploie une large palette de sentiments et son langage renvoie tour à tour à diverses références de musiques : tonale, modale, répétitive et jazz.
Sa musique vocale et chorale utilise des textes de Louise Labé, Edgar Poe, Jorge Luis Borges, Paul Éluard (pour l’Anneau de paix, 2001), Audiberti (Chant du dragon, 2001), Hermann Hesse (Der Steppenwolf, 2006), Michel-Ange et Baudelaire (Le tombeau de Charles Baudelaire, 2009).
Une partie des partitions d'Olivier Penard est publiée par les Éditions Jobert ainsi que par La Fabrik'à Notes.

### Œuvres pour orchestre
- Hymne - opus 4 (1999)
- Suite Hollywoodienne - opus 18 (2006)
- Prime time pour orchestre d'harmonie -opus 22 (2008)
- Peter Pan - opus 27b (2011)
- Prélude au Livre des haltes - opus 31 (2012)
- Les eaux filigranes pour quatuor à cordes et orchestre d'harmonie - opus 43 (2017)
- Concerto pour violoncelle - opus 44 (2018)

### Œuvres pour ensemble instrumental
- Suite du Bateleur pour ensemble de cuivres - opus 15 (2003)
- Divertimento pour quintette de saxophones et ensemble - opus 16 (2003)
- Procession pour Sainte Cécile pour six cuivres et orgue - opus 21 (2006)

### Musique de chambre
- Artefact pour clarinette, violon, violoncelle et piano - opus 11 (2001)
- Phantasy pour violon, alto, violoncelle et piano - opus 25 (2010)[18]
- Polyptyque dit « du diamant » (quatuor à cordes n°1) - opus 28 (2011)
- Charade (sur un thème d'Henri Dutilleux) pour violoncelle et accordéon - opus 29 (2011)
- Quatre épisodes pour violoncelle et marimba - opus 34 (2015)
- Ar-men (quatuor à cordes n°2 avec voix) - opus 35 (2015)
- Quatre légendes du Sylphe pour clarinette et piano - opus 36 (2015)
- Quatuor pour flûtes, violoncelle, piano et percussions - opus 38 (2016)
- Trio à cordes - opus 39 (2016)
- Nyx pour flûte et trio à cordes - opus 41 (2017)
- Quatuor pour clarinettes, trombone, piano et percussions - opus 42 (2017)

### Musique soliste
- Deux tangos pour piano - (1998)
- Élégie - opus 24 (2009)
- Chroniques - opus 30 (2012)[19]
- Pièces éparses - opus 32 (2013)[20],[15]
- Sonate pour piano n°1 - opus 37 (2015)
- Sonate pour piano n°2 - opus 45 (2019)
- Trois interludes funèbres d'après « Ophélie » - opus 47 (2020)
- Quatre pièces pour orgue - opus 48 (2020)

### Musique vocale
- Spirits of the dead pour soprano, cor anglais, quintette à cordes et piano - opus 1 (1998)
- Chansons pornophoniques pour soprano et piano - opus 3 (1999)
- Quatre sonnets de Louise Labé pour soprano, quatuor à cordes et piano - opus 6 (2000)[21]
- Ficciones del tiempo pour baryton et piano - opus 8 (2001)[22]
- The others death pour baryton et piano - opus 14 (2003)

### Musique chorale
- Psaume 88 (Domine, Deus salutis meae) pour chœur de femmes, timbales et orgue - opus 12 (2002)
- « Je suis le corps… » - Épilogue en hommage à Louise Labé pour récitant, chœur, quatuor à cordes et piano - opus 13 (2002)
- Quatre motets pour l’office des Ténèbres pour ensemble vocal, basse d’archet et orgue - opus 17 (2004)[23]
- Der Steppenwolf pour ténor, chœur et piano - opus 19 (2006)
- Le cortège d’Aristophane pour ensemble vocal, flûte à bec, clavecin et percussion - opus 23 (2009)
- Exaltabo te, Domine - Psaume 30 pour chœur, grand orgue, harpe, percussions et orchestre à cordes - opus 26 (2010)

### Musique pour chœura cappella
- Ombra del morir pour quatuor de solistes et chœur - opus 5 (2000)
- Anneau de paix (esquisse pour chœur) - 2007 - opus 7 (2007)
- Thomas Hardy's legacy - opus 9 (2001)
- Chant du dragon - opus 10 (2001)
- Le tombeau de Charles Baudelaire - opus 46 (2019)

### Musique de film
- The lodger pour orchestre - opus 33 (2014)
- Les nouvelles aventures de Pat et Mat (Le vélo d'appartement) pour flûte et deux percussions - opus 40 (2017)

### Contes pour la jeunesse
- La chèvre de Monsieur Seguin pour récitant et ensemble instrumental - opus 2 (1999)[24]
- Le joueur de flûte d’Hamelin pour récitant, voix, trio à cordes et percussions - opus 20 (2006)[25]
- Peter Pan pour récitant et orchestre - opus 27a (2011)[26]

## Réception
Olivier Penard reçoit un accueil favorable de la critique musicale, notamment pour ses albums Chroniques, et Phantasy ; ainsi que pour sa musique de film The lodger de Hitchcock, ; ou ses Pièces éparses pour piano,.

## Discographie
Olivier Penard enregistre pour le label Dux. 
- Phantasy - Ensemble Contraste : Arnaud Thorette, violon ; Maria Mosconi, alto ; Antoine Pierlot, violoncelle ; Johan Farjot, piano (12-14 avril 2013, Dux 1126)[29],[28] (OCLC 920909194).
- Chroniques - Dana Ciocarlie, piano ; Quatuor Debussy ; Jean-Marc Fessard, clarinette ; Jonas Vitaud, piano ; Fabrice Bihan, violoncelle ; Philippe Bourlois, accordéon (5-9 septembre 2014, Dux 1112)[19],[27] (OCLC 947800298)

Il met également en musique une trilogie de contes pour la jeunesse qui font l’objet d'enregistrements discographiques en collaboration avec Lorànt Deutsch, Virginie Ledoyen (Le Joueur de flûte de Hamelin) et Jacques Bonnaffé (La Chèvre de monsieur Seguin).